# Thiệu Trọng Hành
Thiệu Trọng Hành (tiếng Trung: 邵仲衡; Tiếng Anh: David Siu) (sinh ngày 24 tháng 2 năm 1964) là một diễn viên truyền hình nổi tiếng của Hồng Kông trong những năm 1990. Anh là nam nghệ sĩ thuộc khóa đào tạo diễn xuất thứ 17 của TVB năm 1987, nổi danh với nhân vật Đinh Hiếu Giải trong series phim kinh điển của TVB "Đại thời đại". Khán giả Việt Nam quen thuộc với anh qua vai Tống Văn Tín trong series phim truyền hình nổi tiếng "Thiên Luân" của TVB trong thập niên 90.

## Tiểu sử
Thiệu Trọng Hành xuất thân trong gia đình trung lưu tại Hồng Kông, trước khi gia nhập làng giải trí anh từng tốt nghiệp ngành kiến trúc Đại học Kỹ thuật, tại San Francisco, Mỹ. Trước khi gia nhập làng giải trí, anh từng làm việc tại một công ty thiết kế nội thất, anh cũng từng học ngành chiến lược chính trị tại Đại học Berkeley, Mỹ.

## Sự nghiệp
Thiệu Trọng Hành gia nhập làng giải trí vào cuối những năm 80, là học viên thuộc khoá đào tạo diễn viên thứ 13 của TVB năm 1987, cùng khoá với thiên vương Hồng Kông Quách Phú Thành.
Con đường trở thành ngôi sao của Thiệu Trọng Hành khá may mắn và suôn sẻ.Năm 1987, đài truyền hình TVB tổ chức cuộc thi tuyển diễn viên, được sự ủng hộ của bạn bè anh đã tham gia đăng ký dự thi, cuối cùng vinh dự đoạt quán quân. Sau khi đoạt giải, đài TVB lập tức mời Thiệu tham gia, Thiệu cũng muốn thử sức với vai trò diễn viên nên đã tạm biệt công việc ban đầu để tham gia vào truyền hình.
Chưa đầy 1 năm gia nhập làng giải trí, nhờ vào ngoại hình cao ráo và gương mặt đẹp trai cá tính, anh đã gây ấn tượng với nhiều nhà sản xuất phim, được TVB tích cực lăng xê với hàng loạt vai diễn chính trong nhiều bộ phim có thể kể đến: Sinh tồn cạnh tranh (1988), Đại đô hội (1988), Phóng viên hào hùng (1989), Ưu tuyệt thần thám (1990), Ngày tháng buồn (1990), Người cha chưa vợ (1991), Cuộc đánh độ định mệnh (1992), Đại thời đại (1992), Đại địa phi ưng (1992), Thiên Luân (1994), Mối tình Thượng Hải(1994)..... Trong đó vai diễn Đinh Hiếu Giải trong siêu phẩm kinh điển của TVB "Đại thời đại" được xem là vai diễn ấn tượng nhất và nổi bật nhất trong sự nghiệp của anh.
Khán giả Việt Nam thì quen thuộc với anh qua vai chàng công tử Tống Văn Tín trong phim "Thiên Luân", một trong những phim Hồng Kông nổi tiếng nhất tại Việt Nam trong thập niên 90, đóng cặp với Quách Ái Minh, cựu hoa hậu Hồng Kông, bộ phim mở đầu cho trào lưu phim tâm lý xã hội của Tvb tại Việt Nam. Vai diễn này là vai diễn nổi tiếng thứ hai của anh trong sự nghiệp, sự kết hợp tuyệt vời của anh với Quách Ái Minh mang lại thành công cho cả hai diễn viên. Cũng nhờ vai diễn Tống Văn Tín, tên tuổi của anh không chỉ được yêu thích tại Hồng Kông, mà khán giả Đài Loan cũng vô cùng yêu thích, đặc biệt là khán giả nữ. Ngay lập tức,đài truyền hình Đài Loan đã mời anh tham gia phim "Thiên Trường Địa Cửu", trong phim còn có sự tham gia của ảnh hậu Trung Quốc Phan Hồng.
Đến năm 1995, do không đạt được thoả thuận khi ký kết hợp đồng mới với TVB, Thiệu Trọng Hành dứt áo ra đi khỏi TVB đầu quân cho hãng ATV. Sau đó anh tham gia vài phim của hãng bao gồm Chờ em quay lại, Tân bao thanh thiên, Cái Vương.....
Đến năm 1997, anh quyết định chia tay làng giải trí để chuyên tâm công việc kinh doanh buôn bán xe hơi địa hình. Năm 2008, anh định cư tại Bắc Kinh, sau đó lập gia đình với người ngoài ngành giải trí, có hai con trai.
Đến năm 2012 anh trở lại làng giải trí tham gia đóng phim trở lại. Bộ phim "Thế giới không có bức tường III" của hãng RTHK đánh dấu sự trở lại của anh sau nhiều năm vắng bóng. Sau đó năm 2014, anh tham gia đóng phim điện ảnh "Điểm đối điểm" và gần đây nhất là phim "Ngày kỷ niệm" của đạo diễn Diệp Niệm Sâm, tái hợp với nữ diễn viên Lý Lệ Trân sau 23 năm kể từ sau thành công của Đại thời đại..
Tháng 4/2015, bộ phim siêu kinh điển "Đại thời đại" được phát sóng lại trên sóng TVB vào khung giờ đêm khuya tạo nên hiện tượng đối với giới truyền thông, tên tuổi của anh một lần nữa cũng gây được sự chú ý trở lại và trở thành cái tên được săn đón, cùng lúc đó cũng xảy ra tin đồn về việc anh từng theo đuổi Quách Ái Minh, cựu Hoa hậu Hồng Kông 1991, bạn diễn của anh trong Thiên Luân, trước đó hai người cũng từng hợp tác trong Đại thời đại, nhưng anh hoàn toàn phủ nhận.

## Vai diễn để đời
Đinh Hiếu Giải của Đại thời đại là vai diễn giúp Thiệu Trọng Hành trở nên nổi tiếng, một vai diễn để đời và khó quên đối với khán giả Hồng Kông và châu Á, anh đã khắc hoạ thành công và vô cùng ấn tượng sự mâu thuẫn trong tính cách của nhân vật này, vì yêu hoá hận,sự tàn bạo và mâu thuẫn của chính nhân vật khiến Đinh Hiếu Giải trở nên ám ảnh đối với nhiều thế hệ khán giả. Nhiều năm qua dù anh không tham gia đóng phim thì nó luôn được bình chọn là top 100 nhân vật kinh điển của truyền hình Hồng Kông...

## Các phim đã đóng

### Điện ảnh
- Dealy lovers(1988)
- Fatal Love (1993) vai sếp Mã
- Fussy ghost (1993)
- Gia tộc quỷ răng hô (1993) vai Johnny
- Island Fear (1994) vai Ken Mok
- To love Ferrari (1994) vai Sam
- Girls Unbotton (1994) vai Mr Pong Kwong Yim
- City Maniac (1995) vai Cảnh sát
- Điểm đổi điểm (2014)
- Ngày kỷ niệm (2015)
- Refuge II (2015) vai Rob(phim Hollywood)

### Truyền hình
- Thư kiếm ân cừu lục (1987) vai A Ly
- The final verdict (1988)
- Đại Đô hội (1988) vai Linh Gia Minh
- Đôi bạn tình sầu (1988) vai Phương Hạo Minh
- Sinh tồn cạnh tranh（1988）vai Trịnh Nhị
- Phóng viên hào hùng（1989）vai Hầu Vạn Văn
- A triad of lifetime（1989）
- Three in a crowd（1989）
- Ưu tuyệt thần thám（1990）vai Cao Văn Biêu
- When things ge touch（1990）
- Ngày tháng buồn（1990）vai Ngọc Hồng Chiêm
- Ngạo kiếm xuân thu（1990) vai Ngụy Vô Kỵ
- The Ruin Of War(1991)
- Người cha chưa vợ (1991) vai Đinh Đại Địa
- The kungfu kid (1991)
- Land of glory（1991) vai Đinh Chí Thành
- Đại thời đại（1992）vai Đinh Hiếu giải
- Đại địa phi ưng（1992）vai Ban Sát Ba Na
- Cuộc đánh độ định mệnh（1992）
- Thiên Luân（1993）vai Tống Văn Tín
- Mối tình Thượng Hải（1994）vai Long Ngũ
- Bạch phát ma nữ（1995）
- Tân bao thanh thiên (1995) vai Thẩm Minh Dương (vụ án Tái thế tình thù)
- Cái vương (1996) vai Cái vương
- Chờ em quay lại (1997)
- Thế giới không có bức tường III (2012)

### Kịch
- Hỏa Phụng Liêu Nguyên vai Lữ Bố (2016)